# Carlos Cortezo
Carlos María Cortezo y Prieto de Orche (Madrid, 1 d'agost de 1850 - Madrid, 24 d'agost de 1933) fou un metge i polític espanyol, ministre durant el regnat d'Alfons XIII.

## Biografia
Va ser metge degà de l'Hospital de la Princesa i del cos de Beneficència. El 1878 va fundar amb Francisco Méndez Alvaro la Societat Espanyola d'Higiene, de gran influència en l'àmbit mèdic. Va ser director de la Reial Acadèmia de Medicina i vocal del Consell de Sanitat. Nomenat Director general de Sanitat en 1899, va crear l'Institut d'Higiene Alfons XIII, que comptava entre els seus investigadors amb Ramón y Cajal. Nomenat per segona vegada Director general de Sanitat el 1902, va establir la vacuna obligatòria contra la varicela. Com a investigador, va impulsar l'estudi dels bacteris en el camp mèdic. També va redactar una reforma per a la prevenció d'epidèmies. Com a polític, va ser un orador acarnit a favor de la república i va participar de la política al costat de Castelar. Diputat per Sahagún en el partit conservador, va ser nomenat Ministre d'Instrucció Pública i Belles Arts el 1905 en el Gabinet presidit per Raimundo Fernández Villaverde. També va ser senador i conseller d'Estat.
Durant els anys 20 va ser promoure activament la llengua auxiliar internacional esperanto, que havia conegut gràcies a Leonardo Torres Quevedo. Va ser també president de l'Associació Espanyola d'Esperanto.
El 1931 el rei Alfons XIII li va concedir el Toisó d'or per les seves contribucions mèdiques i polítiques, fet extraordinari, ja que pràcticament està reservat per a membres de famílies reials i Caps d'Estat. Va ser nomenat Fill predilecte de la ciutat de Madrid i té un carrer amb el seu nom i una estàtua al Parc del Retiro, obra de Miquel Blay i Fàbregas.

## Obres
- Lecciones de patología y Clínica Médica 1880
- Estudio sobre el cólera morbo asiático 1884
- Tendencias de la medicina moderna 1890
- Diferenciación sensitiva
- Paseos de un solitario 1923
- Publicacions a El Siglo Médico